# Outhere
Outhere est une société de distribution belge de musique classique, basé à Bruxelles, qui intègre différents labels discographiques anciennement indépendants dont certains sont spécialisés dans la musique ancienne.
Le groupe est fondé et est dirigé par Charles Adriaenssen et produit plus de 100 CD par an,.

## Filiales
Outhere possède les labels suivants :
- Fuga Libera, label belge fondé en 2004 sous la direction de Michel Stockhem qui fut à l’origine du groupe Outhere ;
- Aeon, label français spécialisé dans la musique contemporaine, fondé en 2000 et anciennement dirigé par Damien Pousset. Le catalogue de ce label comprend également quelques enregistrements consacrés à la période médiévale[5] ;
- Alpha, label français de musique ancienne fondé en 1999 par Jean-Paul Combet, remarqué pour le choix des œuvres d’art illustrant ses couvertures et commentées par Denis Grenier ;
- Ramée, label de musique ancienne fondé par le violoniste allemand Rainer Arndt en 2004 ;
- Ricercar, label belge, qui a réalise plus de 300 enregistrements de musique ancienne, fondé en 1980, par le musicologue Jérôme Lejeune, avec le Ricercar Consort ;
- Zig-Zag Territoires, un label français fondé en 1997 par Sylvie Brély et Franck Jaffrès ;
- Outnote, label de jazz fondé par Outhere en 2010 et dirigé par Jean-Jacques Pussiau[Note 1] ;
- Phi, label de Philippe Herreweghe fondé en 2011.
- Analekta, une maison de disques classique canadienne, fondée en 1988 par François Mario Labbé[6].
- HatHut, un label d'origine suisse réputé, fondé par Werner X. Uehlinger, spécialisé dans le jazz et surtout la musique contemporaine.
- Arcana, le dernier label fondé par Michel Bernstein, avant sa mort.

En septembre 2021, Outhere acquiert Channel Classics et, en novembre 2021, la société britannique ICA Classics, qui publie essentiellement des archives. En avril 2022, Outhere acquiert également le label canadien Analekta et en novembre 2023, le label américain Delos.

## Groupes et artistes
Quelques groupes et artistes édités par un des labels d'Outhere : Philippe Herreweghe, Amandine Beyer, Chiara Banchini, David Plantier, Le Poème harmonique, Quatuor Belcea, Alekseï Lioubimov, Éric Le Sage, Café Zimmermann, Les Agrémens, Les Muffatti ou Leonardo García Alarcón.